# مكتبة نيوزيلندا الوطنية
مكتبة نيوزيلندا الوطنية (بالإنجليزية: National Library of New Zealand، وبالماورية: Te Puna Mātauranga o Aotearoa)، هي مكتبة الإيداع القانوني لنيوزيلندا المكلفة بواجب "إثراء الحياة الثقافية والاقتصادية لنيوزيلندا وتقاطعاتها مع الدول الأخرى" (قانون مكتبة نيوزيلندا الوطنية (تي بونا ماتورانجا) لعام 2003). بموجب القانون، تشمل واجبات المكتبة جمع مجموعات المكتبة الوطنية وحفظها وحمايتها، ووثائق التاريخ المهمة، والتعاون مع المكتبات الأخرى في نيوزيلندا وخارجها.
تدعم المكتبة المدارس من خلال وحدة أعمال الخدمات للمدارس، والتي لديها فروع للمناهج الدراسية والاستشارات في جميع أنحاء نيوزيلندا. مكتب الإيداع القانوني هو وكالة نيوزيلندا لـ ISBN وISSN . يقع مقر المكتبة بالقرب من برلمان نيوزيلندا ومحكمة الاستئناف في ويلينجتون.

## تاريخ

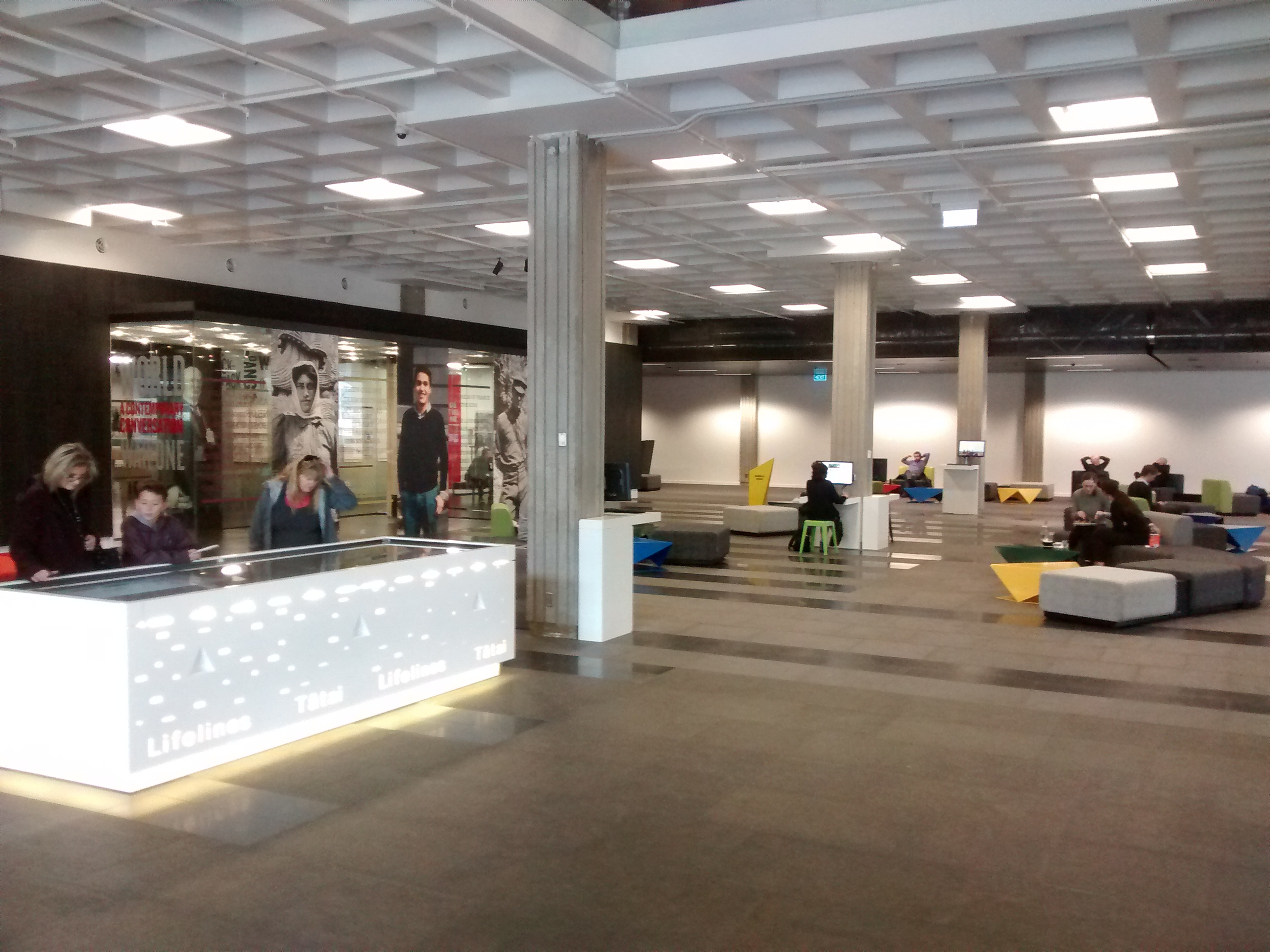
بهو المكتبة الوطنية.

### الأصول
تم تشكيل المكتبة الوطنية لنيوزيلندا في عام 1965 عندما تم الجمع بين مكتبة الجمعية العامة ومكتبة ألكسندر تورنبول وخدمة المكتبة الوطنية بموجب قانون المكتبة الوطنية لعام 1965.
تأسست مكتبة الجمعية العامة بأموال صوت عليها البرلمان عام 1856 وسرعان ما أصبحت "كنزاً وطنياً رائعاً في مبنى رائع". منذ بداياتها حتى أصبحت المكتبة الوطنية، كانت تتألف دائماً من خدمة معلومات برلمانية من الوثائق والصحف بالإضافة إلى مكتبة واسعة من البحوث والأدب الدولي.
تأسست مكتبة ألكسندر تورنبول في عام 1920 ونمت لتشمل "مجموعة شاملة" من الثقافة والتاريخ النيوزيلنديين بشكل أساسي سواء الماوري أوغير الماوري. كانت وحدة خدمة المكتبة الوطنية -التي تأسست في عام 1945- مكونة من أربعة أقسام: خدمة المكتبات القُطْرية، وخدمة المكتبة المدرسية، ومركز المكتبة الوطنية، ومدرسة المكتبات في ولنجتون.

### الدمج
في عام 1974، تم إنشاء أرشيف الموسيقى النيوزيلندية بناءً على اقتراح الملحن النيوزيلندي دوغلاس ليلبورن .
في عام 1976، أصبحت ماري روني أول أمينة مكتبة وطنية في العالم، بتزليها منصب أمينة المكتبة الوطنية في نيوزيلندا.
في عام 1985، عادت مكتبة الجمعية العامة لتصبح جزءاً من الخدمة البرلمانية، وغيرت اسمها عام 1987 إلى المكتبة البرلمانية. عندما انفصلت المكتبة الوطنية عن المكتبة الوطنية، تولت بعد ذلك الوصاية على مئات الآلاف من المجلدات الدولية التي حصلت عليها سابقاً مكتبة الجمعية العامة، وواصلت المكتبة الوطنية الإشراف على المكتبة الدولية التقليدية.
في عام 1987، تم تجميع الموظفين والمجموعات من 14 موقعاً مختلفاً حول ويلينغتون في مبنى المكتبة الوطنية الجديد، الذي افتتح رسمياً في أغسطس. ويُقال إن الهندسة المعمارية للمبنى قد تأثرت بشدة بتصميم بوسطن سيتي هول، ولكن لا ينبغي استبعاد الإشارة المباشرة إلى مكتبة برمنغهام المركزية. 
في عام 1988، أصبحت المكتبة الوطنية دائرة حكومية مستقلة، حيث كانت تدار من قبل من قبل وزارة التعليم. في نفس العام، أخذت المكتبة اسمها بالماورية Te Puna Mātauranga o Aotearoa، والذي ترجمه يعني: منبع المعرفة لنيوزيلندا.

### إعادة الهيكلة والتجديدات
في أوائل عام 1998 ، تم إلغاء مشروع كمبيوتر طموح بقيمة 8.5 مليون دولار.
كان من المقرر توسيع مبنى المكتبة الوطنية وتحديثه بين 2009 و2011، ولكن الحكومة الوطنية الخامسة القادمة قلصت نطاق العمل بشكل كبير، وخفضت الميزانية المخصصة لها وأجلت البدء، بحجة المخاوف بشأن تكلفة المشروع وتقليل إمكانية الوصول إلى المجموعات والمرافق أثناء أعمال البناء. تم إغلاق المبنى لمدة عامين، وأعيد افتتاحه في يونيو 2012، بينما استمرت أعمال التجديد.
في 25 مارس 2010، أعلن وزير خدمات الدولة أن أرشيف نيوزيلندا والمكتبة الوطنية لنيوزيلندا سيتم إدراجهما تحت إدارة الشؤون الداخلية.
في يونيو 2018، تم الإعلان عن المجموعة الوزارية لمؤسسات الأرشيف والمكتبات الوطنية (NALI). كان الغرض منها هو فحص هيكل ودور المكتبة الوطنية ودور المحفوظات في نيوزيلندا وأرشيف نيوزيلندا للسينما والتلفزيون والصوت، ومنصب رئيس المحفوظات وأمين المكتبة الوطنية، وجامع الأفلام الوثائقية النيوزيلندية وحفظه وإتاحة الوصول إليه رقمياً. قبل وبعد إنشاء المجموعة؛ تم الإعراب عن القلق بشأن كون المكتبة الوطنية جزءاً من وزارة الشؤون الداخلية.
في ديسمبر 2020، أكدت وزارة الشؤون الداخلية أن المكتبة الوطنية مع أرشيف نيوزيلندا وأرشيف نيوزيلندا للسينما والتلفزيون والصوت ستنتقل إلى مجمع أعمال جديد مبني لهذا الغرض يسمى Horowhenua Business Park في ليفين في تاريخ غير محدد.

## أمناء المكتبة الوطنية
- جيوف آلي ، 1964-1968
- هيكتور إم ماكاسكيل ، 1969-1972
- ديفيد سي ماكنتوش ، 1972-1975
- ماري روني ، 1976-1981
- بيتر ج. سكوت ، 1982-1997 [20]
- كريستوفر بليك ، 1997-2002 [21]
- بيني كارنابي ، 2003-2010 [22]
- بيل ماكنوت ، 2011-2020 [23] [24]
- راشيل إيسون ، 2020 حتى الوقت الحاضر [24] [25] [26]